# المحاكم الجزئية فى مصر
نظم المشرع هذه المحاكم في المادة الأولى من قانون السلطة القضائية رقم 46 لسنة 1972 حيث نصت على أنه :
مادة (1) : ( تتكون المحاكم من :
1. محكمة النقض
2. محكمة الاستئناف
3. المحاكم الابتدائية
4. المحاكم الجزئية

وتختص كلا منها بنظر المسائل التي ترفع إليها ).
ونصت المادة (11) من قانون السلطة القضائية رقم 46 لسنة 1972 على أنه :
(تنشا بدائرة اختصاص كل محكمة ابتدائية محاكم جزئية يكون إنشاؤها وتعيين مقارها وتحديد دوائر اختصاصها بقرار من وزير العدل ويجوز أن تنعقد المحكمة الجزئية في أي مكان آخر في دائرة اختصاصها أو خارج هذه الدائرة عند الضرورة – وذالك بقرار من وزير العدل بناء على طلب رئيس الحكمة ).
وتصدر الأحكام في المحاكم الجزئية من قاض فرد , وهي تتحد في ذلك مع كل من محاكم الأمور المستعجلة ومحاكم التنفيذ. وتختص محكمة المواد الجزئية بالحكم ابتدائياً في الدعاوى المدنية والتجارية التي لا تتجاوز قيمتها – بعد التعديل بالقانون 76 لسنة 2007 – أربعين ألف جنيه ويكون حكماً انتهائياً إذا كانت قيمة الدعوى لا تتجاوز خمسة آلاف جنيه وذلك مع عدم الإخلال بما للمحكمة الابتدائية من اختصاص شامل في بعض دعاوى الجمعيات وغير ذلك مما ينص عليه القانون , كذلك تختص محاكم المواد الجزئية بالحكم ابتدائياً مهما كانت قيمة الدعوى وانتهائياً إذا لم تجاوز قيمتها خمسة آلاف جنيه إذا كانت الدعوى من الدعاوى المتعلقة بالمياة وتطهير الترع والمساقى والمصارف أو إذا كانت الدعوى من دعاوى تعيين الحدود وتقدير المسافات فيما يتعلق بالمبانى والأراضي والمنشآت الضارة إذا لم تكن الملكية أو الحق محل نزاع أو إذا كانت الدعوى من دعاوى قسمة المال الشائع أو من الدعاوى المتعلقة بالمطالبة بالأجور والمرتبات وتحديدها.

## وصلات خارجية
1. ↑  https://sis.gov.eg/Story/242/%D8%A7%D9%84%D9%85%D8%AD%D8%A7%D9%83%D9%85-%D8%A7%D9%84%D8%AC%D8%B2%D8%A6%D9%8A%D8%A9?lang=ar نسخة محفوظة 2021-04-21 على موقع واي باك مشين.